# Prionospio elegantula
Prionospio elegantula är en ringmaskart som beskrevs av Imajima 1990. Prionospio elegantula ingår i släktet Prionospio och familjen Spionidae. Inga underarter finns listade i Catalogue of Life.